# تاكايوشي تانيموتو
تاكايوشي تانيموتو (باليابانية: 谷本 貴義) هو مغني ياباني ولد في يوم 14 أبريل 1975 في مدينة هيروشيما. أدى أغاني لعدة مسلسلات أنمي مثل دراغون بول وأبطال الديجيتال وزاتش بيل!. أشهر اغانيه هي أغنية دراغون سول وييه! بريك! كير! بريك!.